# Conrack
Conrack is een Amerikaanse dramafilm uit 1974. Regisseur Martin Ritt baseerde het verhaal op dat uit het boek The Water Is Wide van Pat Conroy. De film won in 1976 de United Nations Award tijdens de uitreiking van de BAFTA Awards en werd genomineerd voor de Writers Guild of America Award voor het beste uit een ander medium overgenomen scenario.

## Verhaal
De jonge Engelse leerkracht Pat Conroy (Jon Voight) is de eerste blanke op een eiland aan de kust van South Carolina. Hij probeert kinderen die jarenlang geen onderwijs kregen dingen bij te brengen. Zijn taak wordt bemoeilijkt doordat de bevolking jarenlang volledig van de buitenwereld geïsoleerd heeft geleefd en een volstrekt eigen dialect spreekt.

## Rolverdeling
| Acteur         | Personage       |
| -------------- | --------------- |
| Jon Voight     | Pat Conroy      |
| Paul Winfield  | Mad Billy       |
| Madge Sinclair | Mrs. Scott      |
| Tina Andrews   | Mary            |
| Antonio Fargas | Quickfellow     |
| Ruth Attaway   | Edna            |
| James O'Rear   | Postman         |
| Gracia Lee     | Mrs. Sellers    |
| C.P. MacDonald | Mr. Ryder       |
| Jane Moreland  | Mrs. Webster    |
| Thomas Horton  | Judge           |
| Nancy Butler   | Mrs. Ryder      |
| Robert W. Page | Mr. Spaulding   |
| Hume Cronyn    | Mr. Skeffington |